# Der blinde Passagier
Der blinde Passagier ist ein deutsches Stummfilmlustspiel aus dem Jahre 1922 von Viktor Janson mit Ossi Oswalda in der Hauptrolle.

## Handlung
Das Mannequin Miss Elgien führt als Probiermamsell Kundinnen Kleider vor, die diese eventuell kaufen wollen. Eines Tages erreicht sie ein Telegramm, dass einen neuen Auftrag in einem Modehaus verheißt. Unglücklicherweise wird die Adresse mit der eines anderen Telegramms vertauscht, sodass nun das hübsche, junge Fräulein in einen Zug beordert wird, wo ein in Petroleumförderung machender, steinreicher Geschäftsmann auf seinen Tiefbohringenieur wartet.
Während dieser nun auf dem Weg zum Modegeschäft ist, landet Miss Elgien im edlen Salonwagen des Magnaten, der zu allem Überfluss auch noch ein ausgesprochener Misogyn ist. Das Model hat nun alle Hände voll zu tun, ihren angeblichen Auftraggeber zu umgarnen, ehe sie herausbekommt, dass der Frauenhasser überhaupt nicht ihre Zielperson ist, während der Tiefbauingenieur nach der Erkenntnis, zur falschen Adresse gelotst worden zu sein, dem Zug nachrast. Am Ende hat die Probiermamsell den Miesepeter-Milliardär „weich gekocht“ und wird wohl von ihm zum Traualtar geführt. 

## Produktionsnotizen
Der blinde Passagier entstand wohl Mitte 1922, passierte die Filmzensur am 29. August desselben Jahres und wurde im Herbst 1922 uraufgeführt. Der Fünfakter besaß eine Länge von 2330 Metern.
Die Filmbauten gestaltete Franz Seemann. 

## Kritiken
Die Filmwelt schrieb: “Ein wirklich guter Film, wohl der beste, welchen Ossi Oswalda seit langer Zeit gemacht hat. Die Regie Viktor Jansons sorgt für ein flottes Tempo. Auch gespielt wird durchwegs gut.”
Das Prager Tagblatt meinte: „Die geschickte Aufmachung dieses Films, das gut geübte Zusammenspiel Ossi Oswaldas mit Robert Scholz und die wirkungsvolle Darstellung von Janson als verzweifelter Prokurist ergeben … ein ganz ausgezeichnetes Lustspiel.“